# Copăceni (gmina w okręgu Vâlcea)
Copăceni – gmina w Rumunii, w okręgu Vâlcea. Obejmuje miejscowości Bălteni, Bondoci, Copăceni, Hotărasa, Ulmetu i Vețelu. W 2011 roku liczyła 2603 mieszkańców.